# Sclerocactus pubispinus
Sclerocactus pubispinus es una especie de planta de flores perteneciente a la familia Cactaceae. 

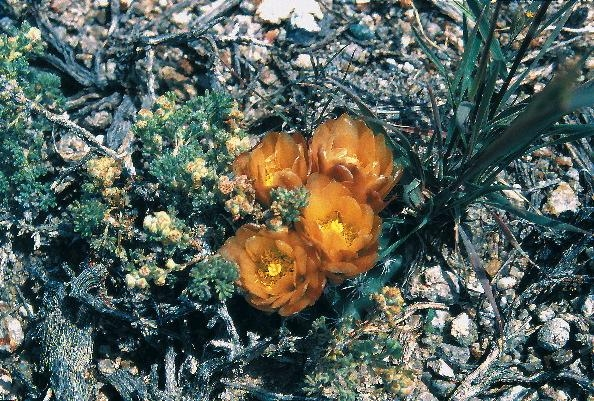
Flores

## Distribución y hábitat
Es endémica de Estados Unidos en Utah y Nevada. Su hábitat natural son los áridos desiertos.  Es una especie rara en la vida silvestre. Sclerocactus pubispinus se encuentra en la Gran Cuenca en la frontera de Nevada y Utah donde se distribuye a altitudes de 1400-2100 metros. Crece en suelos de piedra caliza en las colinas bajas en el típico desierto de artemisa en bosques abiertos de pino-enebro. Se encuentra asociada con Pediocactus simpsonii, especies e Micropuntia, Escobaria vivipara subsp. arizonica, Echinocereus engelmannii var. chrysanthus, Yucca harrimaniae y especies de Opuntia.

## Descripción
Es una planta perenne carnosa y globosa-cilíndrica con la hojas armadas de espinos, de color verde y con las flores de color púrpura, verde o amarillo. 

## Taxonomía
Sclerocactus pubispinus fue descrita por (Engelm.) L.D.Benson y publicado en Cactus and Succulent Journal 38(3): 103. 1966.
Etimología
Sclerocactus: nombre genérico que deriva del griego y significa "cacto duro o cruel" y es una referencia a las espinas ganchudas que se adhieren firmemente a lo que tenga contacto con ellas.
pubispinus: epíteto latíno que significa "con espinas peludas"
Sinonimia
- Echinocactus pubispinus
- Pediocactus pubispinus
- Ferocactus pubispinus[5]